# حركة الإضراب البرازيلية 1917-19
حركة الإضراب البرازيلية 1917-19 من عام 1917 إلى عام 1919 هزت حركة إضراب كبيرة البرازيل. وبلغت ذروتها في عدة إضرابات عامة في عام 1917 ومحاولة انتفاضة فوضوية في نوفمبر 1918. ويعتبر الإضراب العام لعام 1917 أول إضراب عام في البرازيل، وينبغي أن يمثل بداية الفترة المسماة السنوات الخمس الحمراء (كوينكوينيو روسو).